# RTL Sommerspiele
Die RTL Sommerspiele sind eine bisher einmalig durchgeführte, im Fernsehen live übertragene Sportveranstaltung. Die erste Ausgabe fand am 16. und 17. Juli 2021 in der Quarterback Immobilien Arena statt. RTL spendete die Einnahmen aus dem showbegleitenden Gewinnspiel an die Opfer des Hochwassers in Westdeutschland.
Erfolgreichster Athlet wurde der Gewichtheber Matthias Steiner mit einer Goldmedaille im Bahnradfahren und zwei Silbermedaillen in den Disziplinen Tischtennis und Schwimmen. Erfolgreichste Einzelathleten wurden das Tänzer-Ehepaar Renata und Valentin Lusin. Valentin Lusin holte bei den Männern Gold beim Freistilschwimmen, Silber beim Ringen und auf dem Bahnrad, außerdem Bronze beim Klettern. Renata Lusin holte bei den Frauen zwei Mal Gold in den Disziplinen Rhythmische Sportgymnastik und Weitsprung sowie einmal Bronze beim Kanufahren.

## Konzept
Mitte Juni 2021 kündigte RTL an, im Umfeld der bevorstehenden Olympischen Spiele ein zweitägiges Prominentensportevent durchführen zu wollen. An diesem Event wirkten 32 Prominente aus 15 Nationen in 14 Disziplinen als Teilnehmer mit. Die Prominenten sollten in der Show in mehreren olympischen Disziplinen gegeneinander antreten.

## Mitwirkende

### Moderatoren und Kommentatoren
| Moderatoren                      | Laura Papendick Daniel Hartwich   |
| Moderatorin Warm-Up-Show         | Jana Azizi                        |
| Reporter vor Ort                 | Angela Finger-Erben Kai Ebel      |
| Reporterin bei Außenwettbewerben | Anna Fleischhauer                 |
| Kommentatoren                    | Wolff-Christoph Fuss Elmar Paulke |

### Teilnehmer
| Land               | Land | Teilnehmer                                                                                      | Teilnehmer | Teilnehmer | Teilnehmer |
| Land               | Land | Frauen                                                                                          | Frauen     | Männer | Männer     |
| ------------------ | ---- | ----------------------------------------------------------------------------------------------- | ---------- | --- | ---------- |
| Deutschland        | 10   | Sabrina Mockenhaupt (Leichtathletin) Luna Schweiger (Schauspielerin) Bella Lesnik (Moderatorin) | 3          | Thorsten Legat (Fußballer)1 Julius Brink (Beachvolleyballer)2 Tim Wiese (Fußballer) Kevin Großkreutz (Fußballer) Matthias Steiner (Gewichtheber) Pascal Hens (Handballer) David Odonkor (Fußballer) | 7          |
| Russland           | 3    | Renata Lusin (Tänzerin) Jekaterina Leonowa (Tänzerin)                                           | 2          | Valentin Lusin (Tänzer) | 1          |
| Vereinigte Staaten | 3    | Sandy Mölling (Sängerin) Alessandra Meyer-Wölden (Model)                                        | 2          | Evil Jared Hasselhoff (Bassist) | 1          |
| Niederlande        | 2    | Lilly Becker (Model)                                                                            | 1          | Marcus Schenkenberg (Model) | 1          |
| Polen              | 2    | Evelyn Burdecki (Reality-TV-Star) Natalia Avelon (Sängerin)                                     | 2          | - | -          |
| Italien            | 2    | Lili Paul-Roncalli (Artistin) Sarah Valentina Winkhaus (Moderatorin)                            | 2          | - | -          |
| Schweiz            | 2    | -                                                                                               | -          | Joey Heindle (Sänger) Alain Frei (Comedian) | 2          |
| Griechenland       | 1    | LaFee (Sängerin, Schauspielerin)                                                                | 1          | - | -          |
| Iran               | 1    | Nina Moghaddam (Moderatorin)                                                                    | 1          | - | -          |
| Kroatien           | 1    | Jasmin „Blümchen“ Wagner (Sängerin)                                                             | 1          | - | -          |
| Kirgisistan        | 1    | Christina Luft (Tänzerin)                                                                       | 1          | |            |
| Türkei             | 1    | -                                                                                               | -          | Özcan Coşar (Comedian) Timur Ülker (Schauspieler, Musiker) | 1          |
| Tunesien           | 1    | -                                                                                               | -          | Tijan Njie (Schauspieler) | 1          |
| Israel             | 1    | -                                                                                               | -          | Gil Ofarim (Sänger) | 1          |
| Südafrika          | 1    | -                                                                                               | -          | Prince Damien (Sänger) | 1          |

## Wettkampftage
| Tag | Datum    | Beginn | Ende | Dauer   | Disziplinen                                                        | Disziplinen                                                 |
| Tag | Datum    | Beginn | Ende | Dauer   | Frauen                                                             | Männer                                                      |
| --- | -------- | ------ | ---- | ------- | ------------------------------------------------------------------ | ----------------------------------------------------------- |
| 1   | 16.07.21 | 20:15  | 0:00 | 207 min | 200-m-Lauf Rhythmische Sportgymnastik Schwimmen                    | Ringen Schwimmen Tischtennis 200-m-Lauf                     |
| 2   | 17.07.21 | 20:15  | 0:00 | 252 min | Weitsprung Kanu-Sprint Fechten Bogenschießen 400-m-Lauf (gemischt) | Hürden-Sprint Klettern Bahnrad-Sprint 400-m-Lauf (gemischt) |